# Роберт Рейфорд
Роберт Рейфорд (нар. 1952 (за іншими даними — 1953) — пом. 16 травня 1969) — американський підліток зі штату Міссурі, що став першою зареєстрованою жертвою ВІЛ/СНІДу у Північній Америці та у всіх регіонах поза межами Африканського континенту. Відомий також як «пацієнт зеро» (англ. «Patient Zero»).

## Біографія
Роберт Рейфорд мешкав та ріс у «бідному» районі, розташованому в Сент-Луїсі (штат Міссурі) й заселеному переважно афро-американцями, мав рідного брата на ім'я Джордж. Роберт характеризувався слабким здоров'ям, мало спілкувався з людьми через сором'язливість, що була спричинена відсталістю у розвитку. Починаючи з тринадцяти років Роберт Рейфорд став сексуально активним, з 1966 у стані його здоров'я почали прослідковуватися негативні зрушення.

### Хвороба та смерть
У другій половині 1960-х Роберт Рейфорд мав значні проблеми зі здоров'ям: на його ногах з'явилися набряки, на тілі в цілому та на геніталіях прослідковувалися виразки. У 1968 хлопець потрапив до госпіталю Барнс (англ. Barnes Hospital), розташованому в Сент-Луїсі, — нині він має назву Єврейський госпіталь Барнс (англ. Barnes-Jewish Hospital). Підліток скаржився на надокучливі набряки на ногах, бородавки та рани на геніталіях та ногах, а також на задишку. Крім цього хлопець був виснажений — у нього спостерігалася значна втрата ваги. Лікарі виявили у Роберта захворювання лімфосистеми (лімфедему), а також зараження організму хламідією, що було наслідком активного статевого життя. Хлопець запевняв лікарів, що є гетеросексуалом і в нього навіть є дівчина, однак при цьому завжди відмовлявся від оглядів свого анального отвору. Виходячи з поведінки та певних фізіологічних проблем Рейфорда, було зроблено висновок, що хлопець займався гомосексуальною проституцією (при цьому він виступав пасивним партнером під час анального сексу).
У другій половині 1968 стан здоров'я хлопця стабілізувався. Однак у березні 1969 всі симптоми з'явилися знову, становище Роберта почало швидко погіршуватися: йому стало важко дихати, крім цього було виявлено зниження числа лейкоцитів у його крові до критичної позначки. Наприкінці життя температура тіла Рейфорда сильно підвищилася. Пізно ввечері 15 травня 1969 Роберт Рейфорд помер (за іншими даними, підліток помер рано вранці 16 травня 1969).

## Лабораторні дослідження
За відсутності точних діагнозів причина смерті Рейфорда була розцінена як незрозуміла «втрата життєздатності» організму. Рідинний дисбаланс в організмі хлопця, що не піддавався лікуванню, а також захворювання легень розглядалися як супутні розлади. Розтин тіла Рейфорда виявив, що він був хворий на рідкісний вид раку шкіри — саркому Капоші — який після відкриття СНІДу почав вважатися однією з його ознак. Дослідження анального отвору Рейфорда підтвердили той факт, що хлопець мав неодноразові статеві контакти з чоловіками. Більш пізні дослідження виявили в організмі Рейфорда наявність вірусу герпесу людини восьмого типу (ВГЛ-8, англ. HHV8), який провокує розвиток саркоми Капоші при імунодефіциті, та дозволили прийти до висновку, що головними причинами захворювання та смерті підлітка є ВІЛ, ВГЛ-8 та інфікування хламідією.
Через вісімнадцять років після смерті Рейфорда, у 1987 молекулярні біологи Університету Нового Орлеану дослідили зразки крові та тканин тіла хлопця та виявили присутність у них «вірусу, подібного до ВІЛ-1». У 1989 повторними дослідженнями цих зразків було підтверджено, що Роберт Рейфорд є першою зареєстрованою жертвою ВІЛ/СНІДу у Північній Америці.